# Sadat
Sadat là một thị xã và là một nagar panchayat của quận Ghazipur thuộc bang Uttar Pradesh, Ấn Độ.

## Địa lý
Sadat có vị trí 25°41′B 83°17′Đ / 25,68°B 83,28°Đ Nó có độ cao trung bình là 68 mét (223 feet).

## Nhân khẩu
Theo điều tra dân số năm 2001 của Ấn Độ, Sadat có dân số 10.342 người. Phái nam chiếm 51% tổng số dân và phái nữ chiếm 49%. Sadat có tỷ lệ 58% biết đọc biết viết, thấp hơn tỷ lệ trung bình toàn quốc là 59,5%: tỷ lệ cho phái nam là 69%, và tỷ lệ cho phái nữ là 46%. Tại Sadat, 18% dân số nhỏ hơn 6 tuổi.